# Charles-Étienne Pesselier
Charles-Étienne Pesselier, né 9 juillet 1712 à Paris où il est mort le 24 avril 1763, est un homme de lettres français.

## Biographie
Après ses études au collège des Quatre-Nations, Pesselier s’appliqua pendant trois ans à l’étude des lois. Pesselier obtint un emploi dans les fermes et montra tant d’habileté qu’on le chargea d’ouvrir chez lui une école de finances.
Tout en remplissant ses fonctions, Pesselier consacra ses loisirs à la littérature et donna au Théâtre-Italien l’École du Temps, qui eut un succès marqué. Cette pièce fut suivie d’Ésope au Parnasse, également en un acte et en vers, qu’il donna l’année suivante, et qui fut reçue avec applaudissement.
On raconte que Pesselier, âgé de près de cinquante ans, fit des vers sous le titre de la Jeune Muse (1753), et les adressa au Dauphin, fils de Louis XV. Le prince goûta ces poésies et s’enquit de l’âge de cette muse quinquagénaire, à qui il envoya, à cause du titre du volume, un hochet.
Pesselier a collaboré au Glaneur français (1735-1737) et a donné des éditions des Œuvres d’Autreau (1749, 4 vol.) et de Pagan (1760, 4 vol.). Il est, en outre, l’auteur de plusieurs articles de l’Encyclopédie de Diderot et D’Alembert. Il s’agit, au tome VI (1756), des entrées Exemptions, Fermes du roi (bail des), Cinq grosses Fermes, Fermier général (avec Boucher d’Argis), Finances (économie politique) et Financier ; au tome XV (1765), de l’entrée Subside (avec Diderot).
Le roi, Stanislas 1er de Pologne, lui donna le titre de conseiller secrétaire ordinaire. Il était associé des Académies de Rouen, Nancy et d’Angers.

## Publications
- L’École du temps, comédie en un acte et en vers, jouée avec succès au Théâtre-Italien le 11 septembre 1738 ;
- Ésope au Parnasse, comédie en un acte et en vers, jouée au Théâtre-Français, le 14 octobre 1739 ;
- Lettres d’Angélique à Thérèse, 1739, in-12 ;
- Fables nouvelles, Paris, 1748, in-8°, où J’on trouve de la finesse et l’esprit ;
- Pièces de théâtres et poésies fugitives, Paris, 1742, in-8° ;
- Dialogues des morts 1753, 2 vol. ln-12 ;
- Esprit de Montaigne, 1753, 2 vol. in-12 ;
- Azor et Ismène, ballet, 1758, in-8° ;
- Idée générale des finances, 1759, in-fol. ;
- Doutes proposés à l’auteur de la théorie de l’impôt, 1761, in-4° ;Pesselier y réfute la Théorie de l’impôt de Mirabeau.
- Lettres sur l’éducation, 1762, 2 vol. in-12, etc.

## Sources
- Pierre Larousse, Grand Dictionnaire universel du XIXe siècle, vol. 12, Paris, Administration du grand Dictionnaire universel, 1866, p. 695.
- Bernard Delmas : « L’anti-physiocratie des financiers : les Doutes de Charles-Étienne Pesselier sur la Théorie de l’impôt du marquis de Mirabeau et l’instruction générale » in : Les Voies De La Richesse ? : La Physiocratie en Question (1760-1850). Sous la direction de Gérard Klotz, Philippe Minard et Arnaud Orain, Presses Universitaires de Rennes, septembre 2017, pp. 79-104.